# LifeStraw
LifeStraw - prototypowe przenośne urządzenie do odkażania wody.
LifeStraw to 25-centymetrowa rurka, zaopatrzona w filtry węglowy, jodowy, polietylenowy i poliestrowy. Używa się jej jak zwykłej rurki do napojów, z tym, że filtry zatrzymują bakterie m.in. salmonella i gronkowce.

## Zastosowanie
Z racji niewielkich rozmiarów LifeStraw może rozwiązać problem zatruć zanieczyszczoną wodą w krajach rozwijających się. Jedna sztuka jest w stanie oczyścić do 1000 litrów wody - ilość wystarczającą dla jednego człowieka na cały rok.